# Beyul
Beyul – piąty album studyjny amerykańskiego zespołu Yakuza, wydany 16 października 2012 roku.
Tytuł albumu "Beyul" oznacza święte miejsce - ukryte doliny, obejmujące setki kilometrów kwadratowych i przypominające raj, w których chronił się Padmasambhava w Ningma, tradycji buddyzmu tybetańskiego. Stanowią także schronienie dla praktykujących buddyzm, lecz wymagają starań i poświęceń, aby do nich dotrzeć. Według Bruce'a Lamonta stanowi to także odniesienie do muzyki grupy, która wymaga od muzyków nie tylko fizycznego odgrywania, lecz również przebywania w odpowiednim stanie umysłu.

## Lista utworów
1. Oil And Water
2. The Last Day
3. Man Is Machine
4. Fire Temple And Beyond
5. Mouth Of The Lion
6. Species
7. Lotus Array

## Twórcy
Członkowie grupy
- Bruce Lamont – saksofon, śpiew, klarnet, efekty
- Matt McClelland – gitara, śpiew
- James Staffel – perkusja, instrumenty klawiszowe
- Ivan Exael Cruz – gitara basowa

Inni
- Sanford Parker – producent muzyczny
- Tim (Sweet Cobra)
- Mars Williams – saksofon
- Angela Mullenhour (Sybris) – śpiew
- Dave Rempis, Alison Chesley[5]